# Varicosporium giganteum
Varicosporium giganteum är en svampart som beskrevs av J.L. Crane 1968. Varicosporium giganteum ingår i släktet Varicosporium och familjen Helotiaceae.   Inga underarter finns listade i Catalogue of Life.